# Carmichaelia fieldii
Carmichaelia fieldii là một loài thực vật có hoa trong họ Đậu. Loài này được Cockayne miêu tả khoa học đầu tiên.